# Bolsa de Tosalibampo Dos
Bolsa de Tosalibampo Dos är en ort i Mexiko.   Den ligger i kommunen Ahome och delstaten Sinaloa, i den västra delen av landet, 1 300 km nordväst om huvudstaden Mexico City. Bolsa de Tosalibampo Dos ligger 10 meter över havet och antalet invånare är 820.
Terrängen runt Bolsa de Tosalibampo Dos är huvudsakligen platt, men åt sydost är den kuperad. Runt Bolsa de Tosalibampo Dos är det ganska tätbefolkat, med 83 invånare per kvadratkilometer. Närmaste större samhälle är Alfonso G. Calderón, 17,5 km öster om Bolsa de Tosalibampo Dos. Omgivningarna runt Bolsa de Tosalibampo Dos är i huvudsak ett öppet busklandskap.